# Earle Grey Award
Der Earle Grey Award ist der Preis für das Lebenswerk des kanadischen Fernsehens. Er wird im Rahmen der Gemini Awards verliehen. 

## Preisträger
- 1986: Ed McNamara
- 1987: Lorne Greene
- 1988: Kate Reid
- 1989: Sean McCann
- 1990: Jan Rubeš
- 1992: Colleen Dewhurst
- 1993: Barbara Hamilton
- 1994: Ernie Coombs (Mr. Dressup)
- 1995: Team SCTV: Rick Moranis, Eugene Levy, Andrea Martin, Martin Short, Joe Flaherty, Catherine O’Hara, John Candy, Harold Ramis, Dave Thomas.
- 1996: Bruno Gerussi
- 1997: Gordon Pinsent
- 1998: Kenneth Welsh and Al Waxman
- 1999: Jayne Eastwood
- 2000: Produktionsteam von Royal Canadian Air Farce: Ron Mann, Roger Abbott, Luba Goy, Don Ferguson, John Morgan.
- 2001: Jackie Burroughs
- 2002: Team CODCO: Tommy Sexton, Andy Jones, Greg Malone
- 2003: Jennifer Dale
- 2004: Graham Greene
- 2005: Steve Smith
- 2006: Donnelly Rhodes
- 2007: Don Harron
- 2008: David Gardner